# Accord de libre-échange entre l'Australie et le Japon

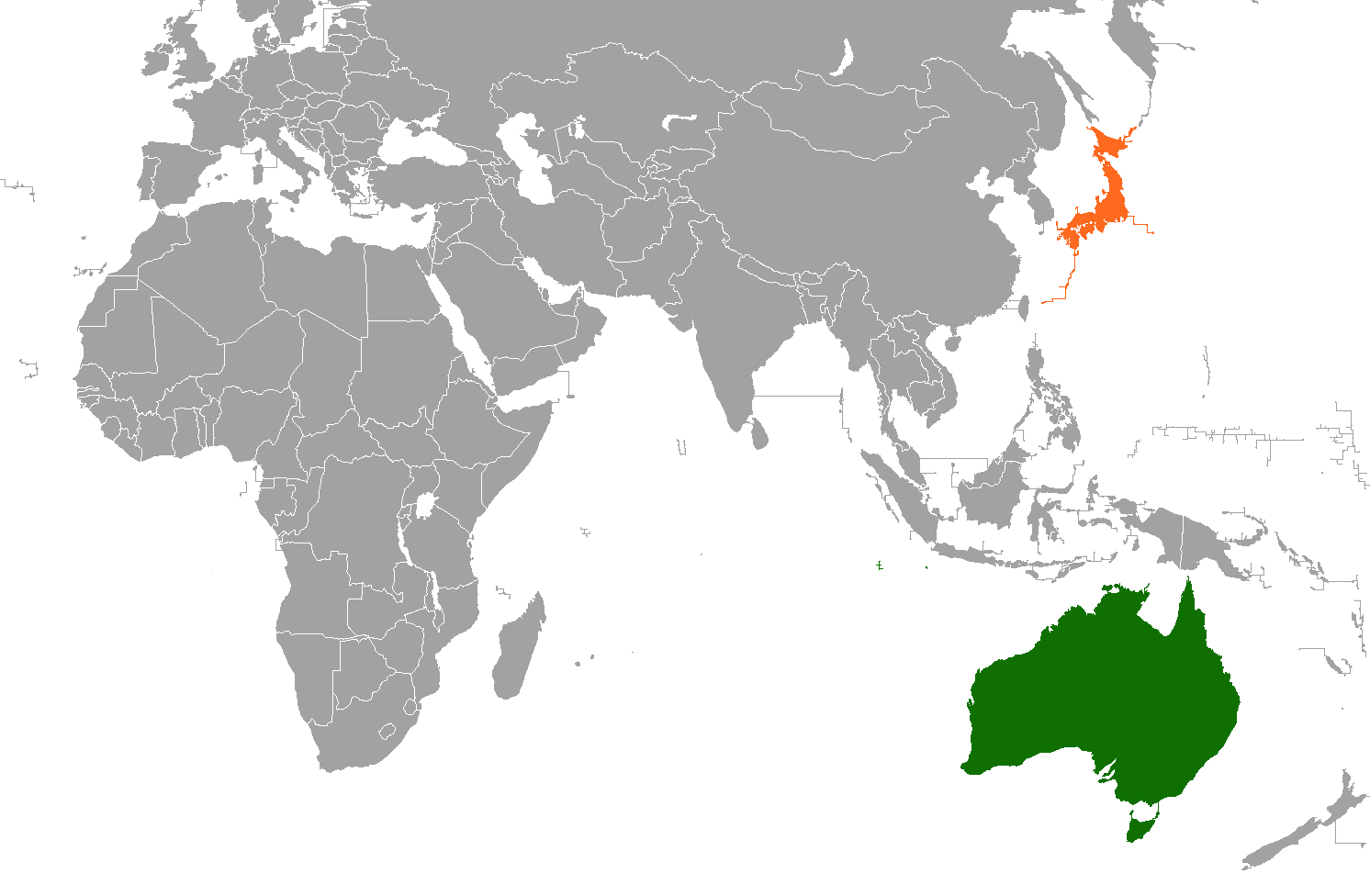
L'Australie (vert) et le Japon (orange) sur la carte du monde.

L'accord de libre-échange entre l'Australie et le Japon est un accord de libre-échange signé en novembre 2014 et qui est entré en application le 15 janvier 2015. Les négociations pour cet accord se sont terminées le 7 avril 2014, après 7 ans de négociations. 
L'accord réduit notamment les droits de douane du Japon sur les exportations de viandes bovines et sur une palette de produits agricoles australiens, en plus de supprimer à terme les droits de douane sur les produits industriels australiens. L'accord réduit en contrepartie les droits de douane de l'Australie sur les exportations d'électroniques, de produits industriels et d'automobiles japonais.